# Club Deportivo Lourdes
El Club Deportivo Lourdes es un club de fútbol de España del Barrio de Lourdes en la ciudad de Tudela en la Comunidad Foral de Navarra, fundado en 1978. Ha participado 10 temporadas en el grupo XV de Tercera división.

## Historia
Se fundó en el año 1978 en el seno del Colegio de Lourdes de Tudela. Desde entonces el club viene realizando una importante labor de fomento del deporte entre niños y jóvenes de la ciudad de Tudela.
Durante su andadura ha experimentado un importante crecimiento en los últimos años con la mejora de medios, instalaciones e incorporación de entrenadores y jugadores que han conseguido importantes logros deportivos, culminados con el ascenso a Tercera división en la temporada 2001/02.

El jesuita Luis Asarta que realizaba su labor docente en el colegio de Lourdes fue el fundador del club.  
Luis se entregó en cuerpo y alma, siendo el impulsor de las obras, solicitando ayudas, entrenando a varios equipos cada temporada, manteniendo al mismo tiempo las instalaciones y realizando la labor de secretaría.
Sin su empeño y dedicación el Club Deportivo Lourdes no existiría.

Luis Asarta falleció 17 de agosto de 2013 en Ciudad del Este, Paraguay donde venía realizando una importante labor social dirigida a los niños.

## Datos del Club
- Temporadas en Tercera División: 10
- Mejor puesto en liga: 9.º (2009/10, 2010/11)

### Todas las Temporadas
| Temporada      | División   | Puesto |  |
| -------------- | ---------- | ------ |  |
| De 1978 a 2002 | Regional   | —      |  |
| 2002/03        | 3.ª        | 14.º   |  |
| 2003/04        | 3.ª        | 19.º   |  |
| 2004/05        | Regional   | —      |  |
| 2005/06        | 3.ª        | 14.º   |  |
| 2006/07        | 3.ª        | 17.º   |  |
| 2007/08        | 3.ª        | 10.º   |  |
| 2008/09        | 3.ª        | 10.º   |  |
| 2009/10        | 3.ª        | 9.º    |  |
| 2010/11        | 3.ª        | 9.º    |  |
| 2011/12        | 3.ª        | 18.º   |  |
| 2012/13        | Regional   | —      |  |
| 2013/14        | Regional   | —      |  |
| 2014/15        | Regional   | —      |  |
| 2015/16        | Autonómica | 1.º    |  |
| 2016/17        | 3.ª        | 18.º   |  |
| 2017/18        | Autonómica | 6.º    |  |
| 2018/19        | Autonómica | -      |  |

## Estadio
El CD Lourdes disputa sus partidos como local en el Estadio Luis Asarta de Tudela.

## Uniforme
Camiseta verde, pantalón y medias azul marino.

## Torneo Alevín de Navidad
Durante la época navideña, este club tudelano organiza un torneo de Fútbol 8 Alevín en el que participan equipos tanto de Navarra como de otras partes de España (La Rioja, Aragón...), y que actualmente goza de cierto prestigio más allá de la propia Ribera de Navarra.